# Lonchura leucogastroides
Il passero di Giava (Lonchura leucogastroides Horsfield & Moore, 1856) è un uccello passeriforme della famiglia degli estrildidi.

## Distribuzione ehabitat
Come intuibile dal nome comune, il passero di Giava è diffuso sull'omonima isola, oltre che nella porzione meridionale dell'isola di Sumatra, a Bali e a Lombok: la specie è inoltre naturalizzata a Singapore, e si pensa che anche le popolazioni di Sumatra e Lombok possano discendere da esemplari introdotti dall'uomo e naturalizzatisi.
L'habitat del passero di Giava è rappresentato dalle aree erbose e cespugliose con presenza di alberi isolati fino a 1500 m di altezza: esso dimostra di non temere affatto l'uomo, e perciò ha colonizzato anche ambienti antropizzati come piantagioni, risaie ed anche giardini e cortili.

## Descrizione

### Dimensioni
Misura fino a circa 11 cm, compresa la coda che può costituire fino a un terzo della lunghezza totale.

### Aspetto

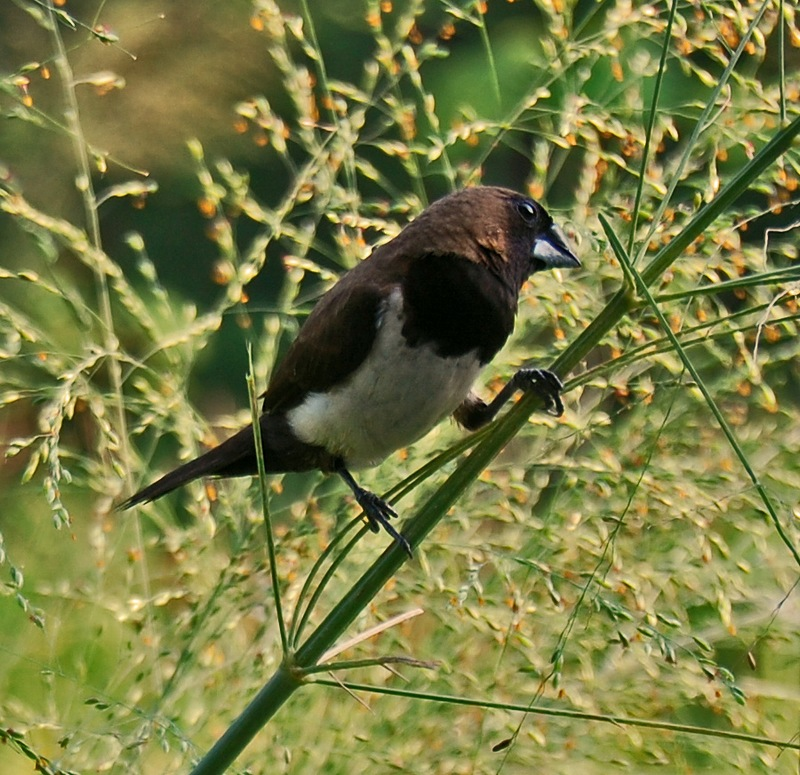
Un passero di Giava fotografato nei pressi di Bogor.

Si tratta di un uccelletto dall'aspetto robusto e dalla colorazione calda ma sobria, caratterizzato (come tutte le munie) da un becco tozzo e forte di forma conica.

Il piumaggio è di colore bruno uniforme su testa, dorso, ali, fianchi e coda, con tendenza a scurirsi su quest'ultima fino a divenire bruno-nerastro: è presente una mascherina nera che copre la faccia e la gola, prolungandosi fino al petto, facendo contrasto col ventre che è invece di colore bianco. Gli occhi sono di colore bruno scuro, le zampe sono carnicino-grigiastre, il becco è grigio-nerastro, con tendenza a schiarirsi sulla mandibola.
Nel complesso, il passero di Giava risulta assai simile al congenere passero striato diffuso più a nord, rispetto al quale si differenzia tuttavia per il colore bruno più chiaro, per l'assenza delle striature bianche del dorso e per il ventre più candido.

## Biologia
Si tratta di uccelli tendenzialmente diurni e stanziali che passano la maggior parte del tempo al suolo alla ricerca di cibo, formando spesso ampi stormi che comprendono anche altre specie, come ad esempio i congeneri Passero striato e Passero dal ventre bianco, con i quali si ibrida spontaneamente laddove le due specie si vengono a trovare a contatto.

### Alimentazione
Si tratta di una specie essenzialmente granivora, che si nutre principalmente di semi di graminacee e riso che raccoglie da terra oppure direttamente dalle piante, prediligendo i semi verdi ancora teneri. Può integrare la propria dieta con bacche, frutti caduti e germogli, mentre è rarissimo che questi uccelli rivolgano la loro attenzione verso cibi di origine animale, come piccoli insetti e larve.

### Riproduzione

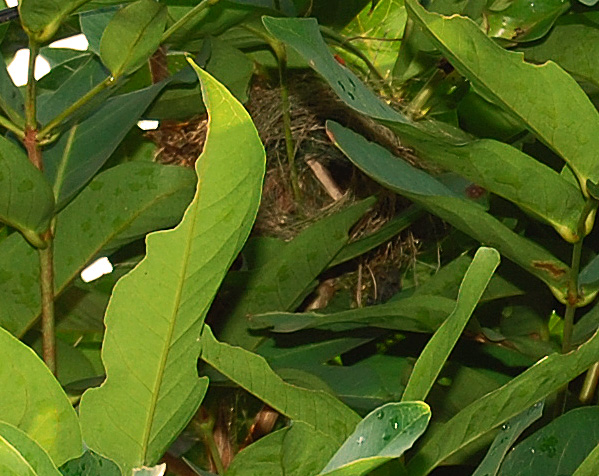
Nido di passero di Giava fra le foglie di un Syzygium samarangense.

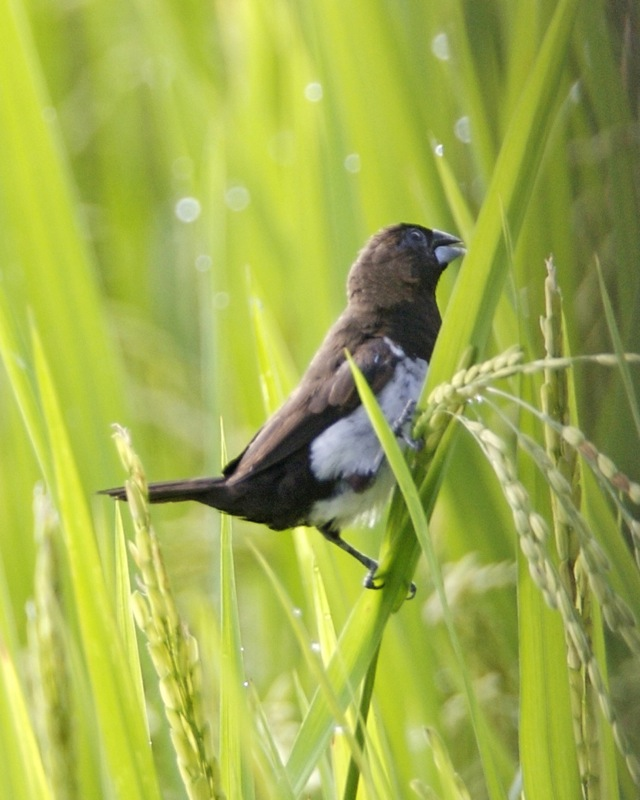
Un passero di Giava canta nei pressi di Ubud: il canto è una prerogativa del maschio e rappresenta l'unico segno di dimorfismo sessuale esterno.

Sebbene questi uccelli possano riprodursi durante tutto l'anno, l'evento riproduttivo è generalmente coincidente con la fine della stagione delle piogge.

Il nido viene costruito da entrambi i partner: esso ha una forma globosa e viene costruito intrecciando fili d'erba, ramoscelli ed altro materiale fibroso nel folto della vegetazione arborea. Al suo interno la femmina depone 3-7 uova che cova insieme al maschio, alternandosi durante il giorno e dormendo assieme nel nido durante la notte, per circa 13 giorni: i pulli alla schiusa sono ciechi ed implumi, e vengono imbeccati ed accuditi da entrambi i genitori fino all'involo, che avviene attorno ai 35-38 giorni di vita. La muta che porta all'acquisizione del piumaggio adulto comincia attorno al mese e mezzo di vita e si protrae fino ai tre mesi. Solitamente, i giovani appena divenuti autosufficienti si aggregano agli altri giovani, formando stormi anche di entità consistente.